# Рисівка
Рисівка (Piptatherum) — рід рослин з триби ковил (Stipeae) і родини злакових (Poaceae). Типовий вид: Piptatherum coerulescens. Рідними для України є 1–2 види: рисівка медовотравна (Piptatherum holciforme) та рисівка зеленкувата (Piptatherum virescens → Achnatherum virescens).

## Морфологічна характеристика
Це багаторічні трави. Кореневища відсутні чи короткі. Стеблини прямовисні чи колінчасто висхідні чи лежачі від 8 до 150 см завдовжки. Листові пластинки ниткоподібні чи лінійні, жорсткі. Суцвіття — відкрита чи звужена волоть. Плодючі колосочки розташовані на квітконіжках. Колосочки містять 1 плідну квітку, вони ланцетні, еліптичні, довгасті чи яйцеподібні, дорсально стиснуті, від 2.5 до 12 мм завдовжки.

## Види
Рід містить 29 видів, які ростуть у південній частині Європи, на півночі й північному сході Африки, в Азії південніше Сибіру до Гімалаїв.
1. Piptatherum aequiglume
2. Piptatherum alpestre
3. Piptatherum angustifolium
4. Piptatherum baluchistanicum
5. Piptatherum barbellatum
6. Piptatherum blancheanum
7. Piptatherum coerulescens
8. Piptatherum denaense
9. Piptatherum ferganense
10. Piptatherum flaccidum
11. Piptatherum gracile
12. Piptatherum grandispiculum
13. Piptatherum grigorjevii
14. Piptatherum hilariae
15. Piptatherum holciforme
16. Piptatherum laterale
17. Piptatherum latifolium
18. Piptatherum microcarpum
19. Piptatherum molinioides
20. Piptatherum munroi
21. Piptatherum pamiralaicum
22. Piptatherum platyanthum
23. Piptatherum purpurascens
24. Piptatherum rechingeri
25. Piptatherum roshevitsianum
26. Piptatherum sogdianum
27. Piptatherum songaricum
28. Piptatherum sphacelatum
29. Piptatherum tibeticum